# Silke Braas
Silke Braas (* 21. Oktober 1978 in Recklinghausen) ist eine deutsche Musicaldarstellerin, Sängerin und Tänzerin.

## Leben
Bereits als Kind entdeckte Silke Braas die Liebe zur Musik und wirkte bis ins Jugendalter in diversen musikalischen Produktionen und im elterlichen Tonstudio mit. Ab 1995 war sie als Geigen- und Klavierlehrerin tätig und unterrichtete Jazztanz in Ballettschulen. Später folgten Engagements als Geigerin bei der Metal-Band Rage und dem Rock Orchester Ruhrgebeat sowie Tätigkeiten als Gesangsdozentin.
Parallel absolvierte Braas ein Studium an der Folkwang Hochschule für Musik, Theater und Tanz mit den Schwerpunkten Violine, Gesang und Klavier. 2002 bildete sie sich an der Stella-Academy in Hamburg zur Musicaldarstellerin weiter.
Ab 1986 wirkte sie in Musicalkonzerten mit und engagierte sich im Jahr 2000 als Sängerin und Choreografin in der Musical-Gala MusicalHeartBeat. Dazwischen war sie als Tänzerin für Jazz und Modern Dance in der 2. Bundesliga aktiv. Im Jahre 2001 wurde sie erstmals in einer großen Musicalproduktion engagiert. Seitdem singt und spielt Braas in bedeutenden Großproduktionen der deutschsprachigen Musicalszene.
Seit 5. Mai 2012 ist Braas mit dem Sänger und Musicaldarsteller Lucius Wolter verheiratet. Gemeinsam haben sie einen Sohn und eine Tochter.

## Engagements
- Vom Geist der Weihnacht. 2001 war Silke als Erstbesetzung Engel und Swing für Mrs. Cratchit im Theatro Centro Oberhausen zu sehen. 2002 wirkte sie als Erstbesetzung Mrs. Cratchit und Mrs. Pillbox in der gleichen Großproduktion im Musical Dome Köln mit.
- Ein Sommernachtstraum. In dieser Shakespeare-Theaterproduktion der renommierten Sommerfestspiele Bad Gandersheim spielte Silke Braas als Erstbesetzung die Rolle der Geigenelfe.
- The Beautiful Game. 2003 spielte sie wiederum bei den Sommerfestspielen Bad Gandersheim als Erstbesetzung Bernadette in der deutschsprachigen Uraufführung von Andrew Lloyd Webbers Beautiful Game mit.
- Elisabeth. Im Jahr 2003 war Silke Braas von den Vereinigten Bühnen Wien für das Erfolgsmusical Elisabeth als Cross-Swing engagiert und hat in dieser Zeit unter anderem die Rolle der Helene verkörpert. Sie war dabei der erste Cross-Swing in der Geschichte der Vereinigten Bühnen Wien und spielte abwechslungsweise 12 unterschiedliche Rollen.
- Mamma Mia!. Ein großer Schritt war das Engagement beim erfolgreichen Musical Mamma Mia! als Swing im Ensemble und als Zweitbesetzung für Sophie und Lisa von 2004 bis 2005. Als Hauptfigur Sophie spielte Silke Braas über 100 Shows im  Palladium Theater in Stuttgart.
- Aida. Seit 2006 war Silke Braas in der Rolle der Amneris im Disney-Musical Aida zu sehen, für das Sir Elton John die Musik geschrieben hat. Die Tourproduktion gastierte in diversen Städten Deutschlands, Österreichs und der Schweiz und hatte ihren Abschluss Ende Mai 2007 in München.
- Rebecca. Mitte August 2007 übernahm Silke Braas die Aufgabe des Dance-Captains für das Musical Rebecca im Raimund Theater in Wien und ist als Swing in diversen Rollen auf der Bühne zu sehen. Von September 2008 bis zur Derniere Ende Dezember 2008 war sie außerdem als Cover für die Hauptrolle Ich engagiert.
- Frankenstein. Im November 2007 hat Silke Braas die Rolle der Justine im Musical Frankenstein übernommen, welches als Tryout erstmals öffentlich präsentiert wurde.
- We will rock you. Ab Januar 2008 stand Silke Braas in We will rock you als Ensemble/Teen Queen, Cover Teacher, Cover Scaramouche und Cover Ozzy im Raimund Theater auf der Bühne.
- Rudolf Affaire Mayerling. Von Februar 2009 bis Januar 2010 war Silke Braas im Ensemble und als Zweitbesetzung der Kronprinzessin Stephanie im Musical Rudolf Affaire Mayerling im Wiener Raimund Theater zu sehen.
- Die 10 Gebote. Von Januar 2010 bis Februar 2012 war Silke Braas im Ensemble im Poporatorium „Die 10 Gebote“ in mehreren Aufführungen in verschiedenen Städten zu sehen.
- We will rock you. Silke Braas war von März 2010 bis September 2010 in We will rock you in der Rolle der Ozzy und Cover Scaramouche in Stuttgart zu sehen; von Oktober 2010 bis Oktober 2011 verkörperte sie die gleiche Rolle in Berlin.
- Jekyll & Hyde. Von November 2011 bis Dezember 2011 spielte Silke Braas die Rolle der Lisa Carew im Musical Jekyll & Hyde in der Musikalischen Komödie Leipzig
- Gigi. Von März 2012 bis Juni 2012 verkörperte Silke Braas im Musical Gigi in der Oper Graz die Rolle der Liane d'Exelmans.
- Rocky. Seit November 2012 spielt Silke Braas im Musical Rocky im Operettenhaus Hamburg als Zweitbesetzung abwechselnd die Rollen der Adrian, Joanne und Angie

## Aufnahmen
- 2010:  Die 10 Gebote  Uraufführung des Pop-Oratoriums auf DVD
- 2009:  Rudolf - Affaire Mayerling, Live-Mitschnitt auf DVD und CD
- 2005: Charity-Aufnahme Let's stand together (CD und DVD). Dieses Projekt von Mitwirkenden des Musicals Mamma Mia! unterstützt durch den Verkaufserlös Kinder in Banda Aceh.
- 2002: Rockorchester Ruhrgebeat Dreizehn, zum Ersten (CD).

## Galas
- 2007: Musical-Klassiker in der Englischen Kirche in Hamburg. Mit Arne Stephan, Masha Karell und Michel Ernst.